# Алгаза
Алгаза — село в Икрянинском районе Астраханской области. Входит в Бахтемирский сельсовет.

## География
Расположено в 22 километрах ниже города Астрахань, на правом берегу Бахтемира, с двух сторон протока (ерика) Алгаза, возле посёлка Красные Баррикады. По обеим сторонам автодороги Р216 Астрахань — Лиман.

## История
В двух километрах вверх от села Бахтемир расположен судоремонтный завод «Красные баррикады». Рядом с рыбзаводом на двух больших буграх, разделяемых речкой, разместился рабочий поселок Алгаза. В нём жили и до сих пор живут рабочие рыбозавода и завода «Красные баррикады».

## Население
| 2002 | 2010 | 2013 |
| ---- | ---- | ---- |
| 492  | ↘480 | ↗507 |

Национальный состав: русские — 90 %, татары — 5 %, казахи — 4 %.

## Социальная сфера
Возле села в 500—700 метрах находится МБОУ «Краснобаррикадная СОШ».

## Экономика
В селе расположен филиал «Бертюльский осетровый рыбоводный завод».

## Природа

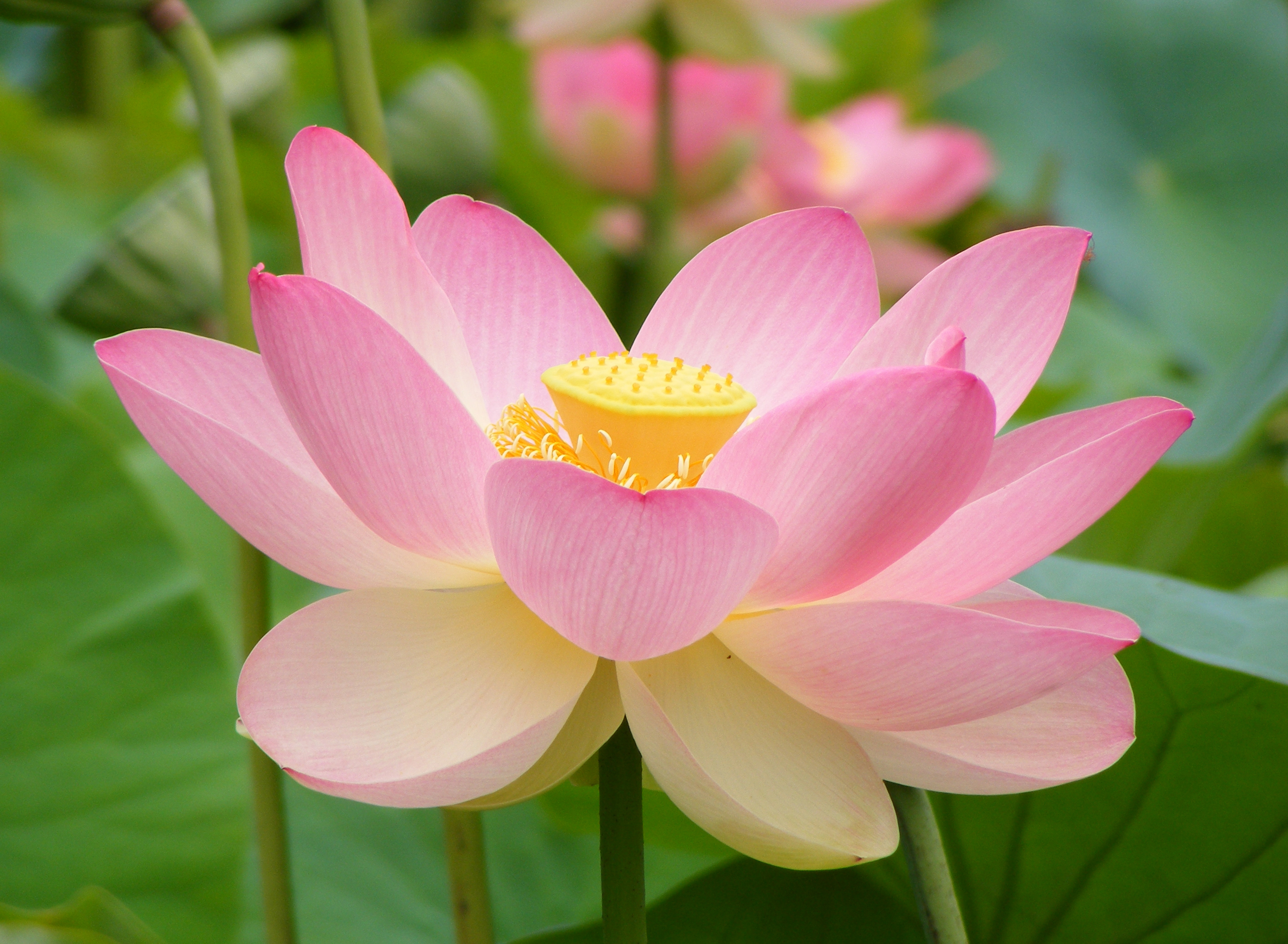

В ерике Алгаза растёт лотос.

## Известные жители
- Мазаев Иван Васильевич родился в 29 августа 1926 года в крестьянской семье в селе Пришиб Енотаевского района Астраханской области, в то время это была Сталинградская область. Немного спустя, родители переехали в село Алгаза, Икрянинского района, Астраханской области. Образование получил в Бахтемирской средней школе, окончив 8 классов. В 1941 году началась Великая Отечественная война. 17-летним юношей, в 1943 году, он ушёл на фронт в Закавказский военный округ автоматчиком. Позже перевели в Московский военный округ в воздушно-десантную дивизию, где он уже был пулеметчиком. Путь ветерана лежал через многие города и страны, попал в Австрию, позже и в Венгрию. Умер 20 августа 2008.